# بارك تشونغ بال
بارك تشونغ بال (هانغل: 박종팔) مواليد 11 أغسطس 1960 في جولا الجنوبية، كوريا الجنوبية، هو ملاكم محترف كوري جنوبي سابق صنّف ضمن فئة الوزن المتوسط بدأ مسيرته الاحترافية سنة 1977. حقق بطولة رابطة الملاكمة العالمية وبطولة الاتحاد الدولي للملاكمة.

## المسيرة الاحترافية
من نزالاته:
- انتصر على فيني كورتو بالضربة القاضية (1986/04/11).
- انتصر على فيني كورتو (1985/06/30).

## إحصائيات
خاض خلال مسيرته 53 نزالا، فاز في 46 وتعادل في 1 وخسر في 5. فاز بالضربة القاضية في 39 نزالا.

## روابط خارجية
- بارك تشونغ بال على موقع بوكس ريك (الإنجليزية) (registration required)